# Izz ad-Dín al-Kasszám Brigádok
Az Izz ad-Din al-Kasszám Brigádok (arabul: كتائب الشهيد عز الدين القسام) ; más néven Izzedine vagy Ezzedeen Al-Qassam Brigades ; gyakran rövidítve Al-Qassam Brigades (Al-Kasszám Brigád), IQB (IKB) vagy EQB ), az Izz ad-Din al-Kasszam nevéhez fűződik, a Hamász palesztin terrorista szervezet katonai szárnya. Jelenleg Mohammed Deif és helyettese, Marwan Issa vezette IKB a legnagyobb és legjobban felfegyverzett csoport ma Gázában.
1991 közepén alapították, akkoriban az Oslói Megállapodásról szóló tárgyalások blokkolásával foglalkozott. 1994 és 2000 között az Al-Kasszám Brigád számos, izraeliek elleni támadásért vállalta a felellősséget.
A második intifáda kezdetén a csoport Izrael fő célpontjává vált. A csoport ereje, valamint az összetett és halálos támadások végrehajtására való képessége sok megfigyelőt meglepett. Az Al-Kasszám-Brigád több sejtet is működtetett Ciszjordániában, de ezek többsége 2004-re megsemmisült az Izraeli Védelmi Erők (IDF) számos hadműveletét követően a térségben. Ezzel szemben a Hamász megőrizte erőteljes jelenlétét a Gázai övezetben, amelyet általában a fellegvárának tartottak. Yahya Sinwar, 2017 februárja óta a Hamász politikai vezetője a Gázai övezetben, a Gázai dandár katonai vezetője.
Az Al-Qassam Brigádokat az Európai Unió, Ausztrália, Új-Zéland, Egyiptom és az Egyesült Királyság kifejezetten terrorista szervezetként tartja nyilván. Bár nem említi kifejezetten az IQB-t, az Egyesült Államok és Kanada terrorszervezetként jelölte meg anyaszervezetét, a Hamászt; Mohammed Deif brigádvezetőt az Egyesült Államok a 13224-es végrehajtási rendelet értelmében a speciálisan jelölt globális terroristák közé is sorolta. Mivel az IKB katonai tevékenységet folytat a Hamász nevében, "a Hamásszal kapcsolatos szervezett terrorista tevékenységek minden bizonnyal az IKB-nak tulajdoníthatóak".
Az Izz ad-Din al-Kasszám Brigádok a Hamász palesztin terrorszervezet katonai szárnya, amely a Gázai övezetben működik.
Jelenleg Mohammed Deif és helyettese, Marwan Issa vezeti.

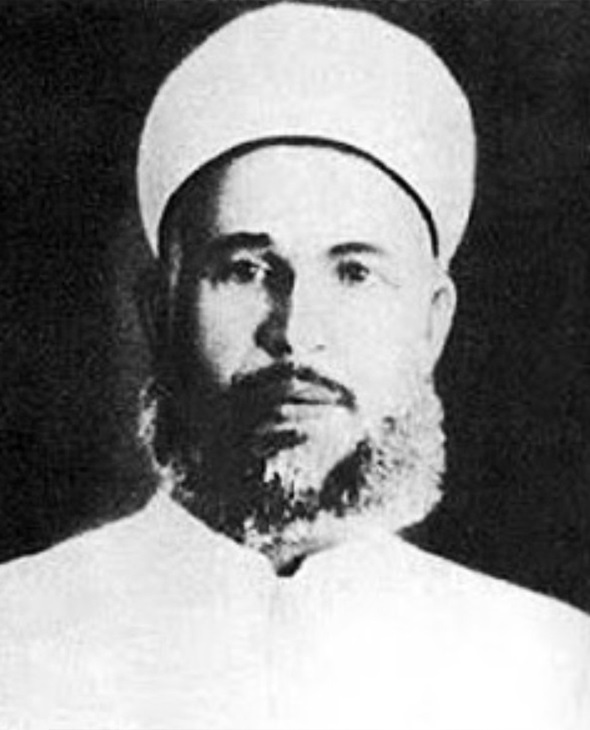
Izz ad-Din al-Kasszam

Az Al-Kasszam Brigádok Izz ad-Din al-Kasszamról kapták a nevét, aki egy muszlim prédikátor és mudzsahid volt a Brit Palesztin Mandátum területén. 1930-ban al-Kassam megszervezte és megalapította a Fekete Kéz-t, ami egy militáns szervezet volt, ellenezte a cionizmust, valamint a levantei brit és francia uralmat.
Az Al-Qassam Brigádok szerint céljai a következők:
Hozzájárulni Palesztina felszabadításához és a palesztin nép jogainak helyreállításához, a Szent Korán szent iszlám tanításai, Mohamed próféta szunna (hagyományai) (Allah áldása és békessége) és a muszlim uralkodók és a jámborságukról és odaadásukról híres skolasztikusok hagyományai szerint.
Összefoglalva, a Brigádok egy iszlamista palesztinai állam létrehozására törekednek, amely Gázát, Ciszjordániát és Izraelt foglalja magában – ezzel véget vetve Izrael Állam létezésének, mint politikai entitásnak.